# ابن الحاج الأزدي
أبو العباس أحمد بن محمد بن أحمد الأزدي الإشبيلي  (؟ - 647هـ/1249م)، يُعرَف كذلك بابن الحاج. هو أديب ونحويٌ وعالم لغة ومقرئ من الإشبيلية، يَعُدُّه مُؤَرِّخو النحو العربي من رجال المدرسة النحوية في الأندلس.

## سيرته
اسمه الأصلي أحمد بن محمد بن أحمد، ويُكنَّى بأبي العباس، ويُلَقَّب بابن الحاج، وتعود أصوله إلى قبيلة الأزد العربية. لا يُعرَف الكثير عن تفاصيل حياته، ويظلُّ مجهولاً مقارنة بغيره من نحاة الأندلس. تتلمذ ابن الحاج لدى أبو علي الشلوبين، وأخذ العلوم أيضًا من أبي الحسن الدباج، وبرع في علوم اللغة والنحو على وجه التحديد، ويُقال أنَّه لم يفوقه أو يقاربه أحد من عصره. ألَّف ابن الحاج عدداً من الشروح والتعليقات والحواشي على مؤلفات كبار النحاة كسيبويه وأبي علي الفارسي وابن جني، وقد كان يتعقَّب ابن عصفور في مؤلفاته ويُخطِّئه في كثير من الأحيان. يذكر الفيروزآبادي أنَّه اشتغل بعلوم الحديث النبوي وأصول الفقه. يرى محسن الأمين العاملي أنَّ ابن الحاج كان متشيعاً، ويستدلُّ على ذلك من أحد مؤلفاته المفقودة التي يُناقش فيها مسألة الإمامة، وردَّ عليه حسن موسى الشاعر بقوله أنَّ العديد من علماء السنة قاموا بالتأليف في موضوع الإمامة وهم يقصدون الخلافة. تُوفِّي ابن الحاج في سنة 651 من التقويم الهجري، وقيل أنَّ وفاته كانت في 647.

## مؤلفاته
تُنسَب إليه المؤلفات التالية:
| - «إملاء في كتاب سيبويه». - «مختصر خصائص ابن جني». - «شرح سر صناعة الإعراب لابن جني». - «شرح الإيضاح للفارسي». - «نقود على الصِّحاح». | - «في حكم السماع». - «مختصر المستصفى في أصول الفقه للغزالي». - له كتاب في العروض. - له كتاب في الإمامة. |